# 萨福懋

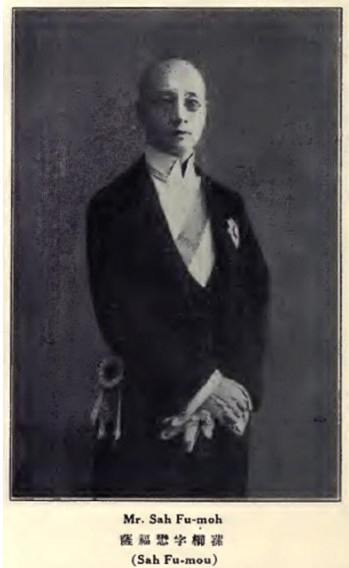

萨福懋（1876年—1927年7月26日），又作萨福楙，字桐孙，福建省福州府侯官县（今福州市闽侯县）人，中华民国银行家。

## 生平
萨福懋出自雁门萨氏第一支长房。1888年，萨福懋考入天津水师学堂学习驾驶，并学习英语、地舆图说、算学、几何、代数、三角、测量化学等科。学习五年期满后，被派赴英国留学。归国后，萨福懋历任代理道清铁路总办、广州电报局总办、两广总督公署交涉局副局长，兼广州海关税务会办。
中华民国成立后，1912年萨福懋到上海，任上海电政分局总办、江浙电政管理局监督。1913年9月，萨福懋到北京任交通部秘书。当时，周自齐任交通总长，并署理中国银行总裁。萨福懋遂成为旧交通系成员。1914年2月，国务总理兼财政总长熊希龄辞职，袁世凯任命周自齐署理财政总长。同年7月，中国银行总裁汤睿因为反对周自齐将中国银行划归财政部直辖而辞职，周自齐即向袁世凯举荐萨福懋接任中国银行总裁。7月21日，袁世凯任命萨福懋为中国银行总裁。
萨福懋刚就任中国银行总裁，袁世凯便对周自齐称，要中国银行大规模裁员。财政总长周自齐乃饬令中国银行总裁萨福懋、副总裁陈威开始裁员。萨福懋、陈威考虑到裁员规模过大，不能操之过急，乃向周自齐表示应先整顿组织，并拟成立总管理处，获袁世凯批准。1915年3月5日，袁世凯任命周学熙署理财政总长，周自齐改任农商总长。不久，萨福懋被免去中国银行总裁职务，于4月12日被袁世凯派为参政院参政。
1915年7月，萨福懋、周学熙、袁克文、梁士诒、孙多森、李士伟、孟继笙、李湛阳、区昭仁、虞和德、张镇芳等人发起成立通惠实业有限公司，萨福懋、孙多森、袁克文、区昭仁、李湛阳被推为筹备人。该公司为“合资机关”，主要经营及介绍各种实业计划、金融、信托业务、债票应募及经办等，于7月15日开业。
1916年4月17日，袁世凯任命萨福懋为中国银行总裁。同日，派周自齐督办中国银行事宜。但是，萨福懋未到任。袁世凯去世后，6月28日大总统黎元洪下令“萨福懋久未到任，应即免去本职。”
1917年7月，萨福懋任外交部江苏交涉员。1921年任上海造币局局长，同年任北京政府高等实业委员会上海实业分局局长，任至1922年去职。
民国十六年六月二十八日（1927年7月26日）亥时，萨福懋去世，虚岁五十二。